# Länsväg U 840
Länsväg 840 eller egentligen Länsväg U 840 är en övrig länsväg i Sala kommun i Västmanlands län som går mellan byn Trekanten och byn Vivastbo i Möklinta distrikt (Möklinta socken). Den är sju kilometer lång och passerar bland annat genom byarna Forsbo och Väster Bännbäck.
Vägen är till större delen belagd med grus, detta med undantag för en kortare sträcka vid Trekanten som är asfalterad.
Hastighetsgränsen är 70 kilometer per timme.
Vägen ansluter till:
- Länsväg U 835 (vid Trekanten)
- Länsväg U 842 (vid Väster Bännbäck)
- Länsväg U 849 (vid Vivastbo)